# Piñuécar-Gandullas
Piñuécar-Gandullas è un comune spagnolo di 187 abitanti situato nella comunità autonoma di Madrid.